# 6e armée (États-Unis)
Pour les articles homonymes, voir 6e armée.
La 6e armée américaine (Sixth United States Army) est depuis 2008 la composante terrestre du United States Southern Command (USSOUTHCOM) chargé des opérations militaires américaines dans la zone de responsabilité de ce commandement. Ainsi, elle est aussi précédemment connue comme United States Army South (USARSO) depuis sa formation en 1995. Son quartier général est, depuis 2002, Fort Sam Houston au Texas.

## Histoire

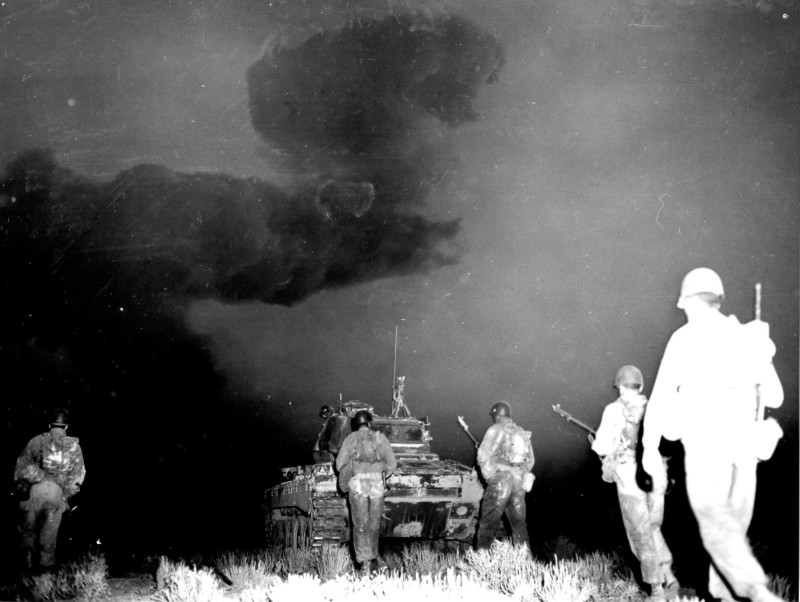
Des troupes de la 6e armée lors de l'exercice Desert Rock IV après une explosion nucléaire en 1952.

La 6e armée des États-Unis est créée en janvier 1943. Le premier commandant est le général Walter Krueger. L'armée sert lors de la campagne de Nouvelle-Guinée. Le 20 octobre 1944, une partie de l'armée, le 10e corps d'armée et le 14e corps d'armée participe à la bataille de Leyte aux Philippines,. Après son retour aux États-Unis, son quartier-général se situe au Presidio de San Francisco jusqu’à sa désactivation en 1995. 
Elle est réactivée en 2007.